# Dégaine (chanson)
Pour les articles homonymes, voir Dégaine (homonymie).
Singles de Aya Nakamura
Bobo
(2021) Méchante
(2022)
Singles par Damso
Macarena
(2022) Rencontre
(2022)
Clip vidéo
[vidéo] « Dégaine », sur YouTube
Dégaine est un single de la chanteuse franco-malienne Aya Nakamura en collaboration avec le rappeur belge Damso,. Il est sorti le 9 mars 2022 à 17h,. Le titre se classe au sommet des charts français,.

## Composition
Dégaine est une chanson zouk et kompa. Elle a été écrite par Aya Nakamura et Damso et produite par Bleu Nuit.

## Liste des titres
| No | Titre                 | Auteur              | Durée |
| -- | --------------------- | ------------------- | ----- |
| 1. | Dégaine (feat. Damso) | Aya Nakamura, Damso | 3:31  |

## Classements et certifications

### Classements hebdomadaires
| Classements (2022)                      | Meilleure position |
| --------------------------------------- | ------------------ |
| Belgique (Wallonie Ultratop 50 Singles) | 15                 |
| France (SNEP)                           | 1                  |
| Pays-Bas (Single Top 100)               | 19                 |
| Suisse (Schweizer Hitparade)            | 19                 |

### Certification
| Pays          | Certification | Ventes/Streams | Date de constat | Ref.   |
| ------------- | ------------- | -------------- | --------------- | ------ |
| France (SNEP) | Or            | 15 000 000     | 14 avril 2022   | [ 13 ] |
| France (SNEP) | Platine       | 30 000 000     | 26 mai 2022     | [ 13 ] |
| France (SNEP) | Diamant       | 50 000 000     | 6 octobre 2022  | [ 13 ] |